# نيكولاي شين
نيكولاي شين هو رسام أوزبكستاني، ولد في 1928 في دالنيغورسك في روسيا، وتوفي في 18 أغسطس 2006 في طشقند في أوزبكستان.